# Агаджанян Степан Меліксетович
Агаджанян Степан Меліксетович (* 16 (28) грудня 1863, Шуша — 13 грудня 1940 року, Єреван) — вірменський живописець, народний художник Вірменської РСР. Вчився в Парижі. У своїй творчості — послідовний реаліст. Змістовні життєві портрети відзначаються гостротою індивідуальної характеристики, лаконічністю живопису.